# Krasíkovice
Krasíkovice é uma comuna checa localizada na região de Vysočina, distrito de Pelhřimov.